# Peter Niemeyer
Peter Niemeyer (22 de noviembre de 1983) es un futbolista alemán, se desempeña como defensa y también como centrocampista. Actualmente juega en el SV Darmstadt 98.

## Clubes
| Club            | País         | Año         |
| --------------- | ------------ | ----------- |
| FC Twente       | Países Bajos | 2002 - 2007 |
| Werder Bremen   | Alemania     | 2007 - 2010 |
| Hertha BSC      | Alemania     | 2010 - 2015 |
| SV Darmstadt 98 | Alemania     | 2015 -      |

## Palmarés
Werder Bremen
- Copa de Alemania: 2009

- Datos: Q447922
- Multimedia: Peter Niemeyer / Q447922